# Marleen Jochems
Marleen Jochems, född den 24 januari 2000 i Baarn, är en nederländsk landhockeyspelare.

## Karriär
Marleen Jochems ingick i det nederländska landhockeylag som tog guld vid OS 2024.